# Llista de topònims d'Aspa
Llista de topònims (noms propis de lloc) del municipi d'Aspa, al Segrià
Informació actualitzada per un bot. Els canvis manuals es perdran quan s'actualitzi!

## cabana
| imatge | Nom                     | Ubicat a | instància de | Detalls | coordenades                                                          | Protecció | Commons (més fotos) | Dades a WD                    |
| ------ | ----------------------- | -------- | ------------ | ------- | -------------------------------------------------------------------- | --------- | ------------------- | ----------------------------- |
|        | Trull dels Moros        | Aspa     | cabana       |         | 41° 29′ 41″ N, 0° 41′ 02″ E / 41.4947410822987°N,0.683939361447278°E |           |                     | Modifica les dades a Wikidata |
|        | era de l'Alfonso        | Aspa     | cabana       |         | 41° 29′ 39″ N, 0° 40′ 04″ E / 41.4940694484375°N,0.667647796555699°E |           |                     | Modifica les dades a Wikidata |
|        | era del Ramon del Pejan | Aspa     | cabana       |         | 41° 29′ 41″ N, 0° 39′ 50″ E / 41.4948026367888°N,0.663836053163343°E |           |                     | Modifica les dades a Wikidata |
|        | era del Roig            | Aspa     | cabana       |         | 41° 29′ 42″ N, 0° 40′ 13″ E / 41.4949435474034°N,0.670335708529894°E |           |                     | Modifica les dades a Wikidata |

## església
| imatge | Nom                     | Ubicat a | instància de    | Detalls                                  | coordenades                                                                    | Protecció                                  | Commons (més fotos) | Dades a WD                    |
| ------ | ----------------------- | -------- | --------------- | ---------------------------------------- | ------------------------------------------------------------------------------ | ------------------------------------------ | ------------------- | ----------------------------- |
|        | Ermita de Sant Sebastià | Aspa     | església ermita | Estil: arquitectura popular              | 41° 29′ 40″ N, 0° 40′ 28″ E / 41.49434444444445°N,0.6745416666666666°E         | bé integrant del patrimoni cultural català |                     | Modifica les dades a Wikidata |
|        | Sant Julià d'Aspa       | Aspa     | església        | Estil: arquitectura barroca 18th century | 41° 29′ 45″ N, 0° 40′ 20″ E / 41.495712°N,0.672088°E ca:Pl. Vella, 14 256 msnm | bé integrant del patrimoni cultural català | Sant Julià d'Aspa   | Modifica les dades a Wikidata |

## muntanya
| imatge | Nom                   | Ubicat a | instància de | Detalls | coordenades                                                         | Protecció | Commons (més fotos) | Dades a WD                    |
| ------ | --------------------- | -------- | ------------ | ------- | ------------------------------------------------------------------- | --------- | ------------------- | ----------------------------- |
|        | Roca del Diable       | Aspa     | muntanya     |         | 41° 29′ 01″ N, 0° 41′ 17″ E / 41.48350111°N,0.68793611°E 283.1 msnm |           |                     | Modifica les dades a Wikidata |
|        | Roca dels Set Minyons | Aspa     | muntanya     |         | 41° 29′ 41″ N, 0° 41′ 00″ E / 41.4948°N,0.683379°E 267 msnm         |           |                     | Modifica les dades a Wikidata |

## Misc
| imatge | Nom                      | Ubicat a         | instància de                                   | Detalls                                 | coordenades                                                                                               | Protecció                                            | Commons (més fotos)  | Dades a WD                    |
| ------ | ------------------------ | ---------------- | ---------------------------------------------- | --------------------------------------- | --- | ---------------------------------------------------- | -------------------- | ----------------------------- |
|        | Aspa                     | Aspa             | entitat singular de població capital municipal | 219 hab                                 | 41° 29′ 41″ N, 0° 40′ 22″ E / 41.49472°N,0.67277°E 257 msnm                                               |                                                      |                      | Modifica les dades a Wikidata |
|        | Cal Florensa             | Aspa             | casa                                           |                                         | 41° 29′ 46″ N, 0° 40′ 20″ E / 41.496003°N,0.672221°E                                                      | bé integrant del patrimoni cultural català           |                      | Modifica les dades a Wikidata |
|        | Castell-Palau d'Aspa     | Aspa             | castell                                        | Estil: arquitectura gòtica 12nd century | 41° 29′ 50″ N, 0° 40′ 15″ E / 41.497135°N,0.670931°E ca:Carrer de la Torre, Aspa 253 msnm                 | bé d'interès cultural bé cultural d'interès nacional | Castell Palau d'Aspa | Modifica les dades a Wikidata |
|        | Molí fariner             | Aspa             | molí d'aigua                                   | Estil: arquitectura popular             | | bé integrant del patrimoni cultural català           |                      | Modifica les dades a Wikidata |
|        | Sitges de la Bassa Bona  | Aspa             | sitja                                          | Estil: arquitectura popular             | 41° 29′ 27″ N, 0° 40′ 30″ E / 41.490795°N,0.675005°E                                                      | bé integrant del patrimoni cultural català           |                      | Modifica les dades a Wikidata |
|        | casa consistorial d'Aspa | Aspa             | casa consistorial                              |                                         | 41° 29′ 44″ N, 0° 40′ 20″ E / 41.4954472°N,0.6722891°E                                                    |                                                      |                      | Modifica les dades a Wikidata |
|        | riu de Set               | Garrigues Segrià | curs d'aigua                                   | Desemboca: Segre Llarg: 45km            | 41° 21′ 12″ N, 0° 57′ 01″ E / 41.353224°N,0.950175°E 41° 33′ 52″ N, 0° 33′ 19″ E / 41.564403°N,0.555266°E |                                                      | Riu de Set           | Modifica les dades a Wikidata |